# 島田駅 (山口県)
島田駅（しまたえき）は、山口県光市上島田四丁目にある、西日本旅客鉄道（JR西日本）山陽本線の駅。

## 歴史
- 1897年（明治30年）9月25日：山陽鉄道広島駅 - 徳山駅間の延伸と同時に開業[2]。旅客・貨物の取扱を開始[2]。
- 1906年（明治39年）12月1日：山陽鉄道の国有化により官設鉄道の駅となる[2]。
- 1909年（明治42年）10月12日：線路名称制定。山陽本線の所属となる。
- 1934年（昭和9年）12月1日：麻里布駅（現・岩国駅） - 櫛ケ浜駅間の新線（現在の岩徳線）開業に伴う線路名称改定により、柳井線所属となる。
- 1944年（昭和19年）10月11日：線路名称改定。山陽本線が柳井駅経由に戻され、当駅も山陽本線所属に戻る。
- 1962年（昭和37年）2月1日：貨物の取扱を廃止[2]。
- 1972年（昭和47年）3月30日：駅舎を改築[3]。
- 1984年（昭和59年）2月1日：荷物扱い廃止[2]。
- 1987年（昭和62年）4月1日：国鉄分割民営化により、西日本旅客鉄道（JR西日本）の駅となる[2]。
- 2004年（平成16年）4月1日：無人駅となる[4]。
- 2022年（令和4年）3月12日：ICカード「ICOCA」の利用が可能となる[5]。

## 駅構造

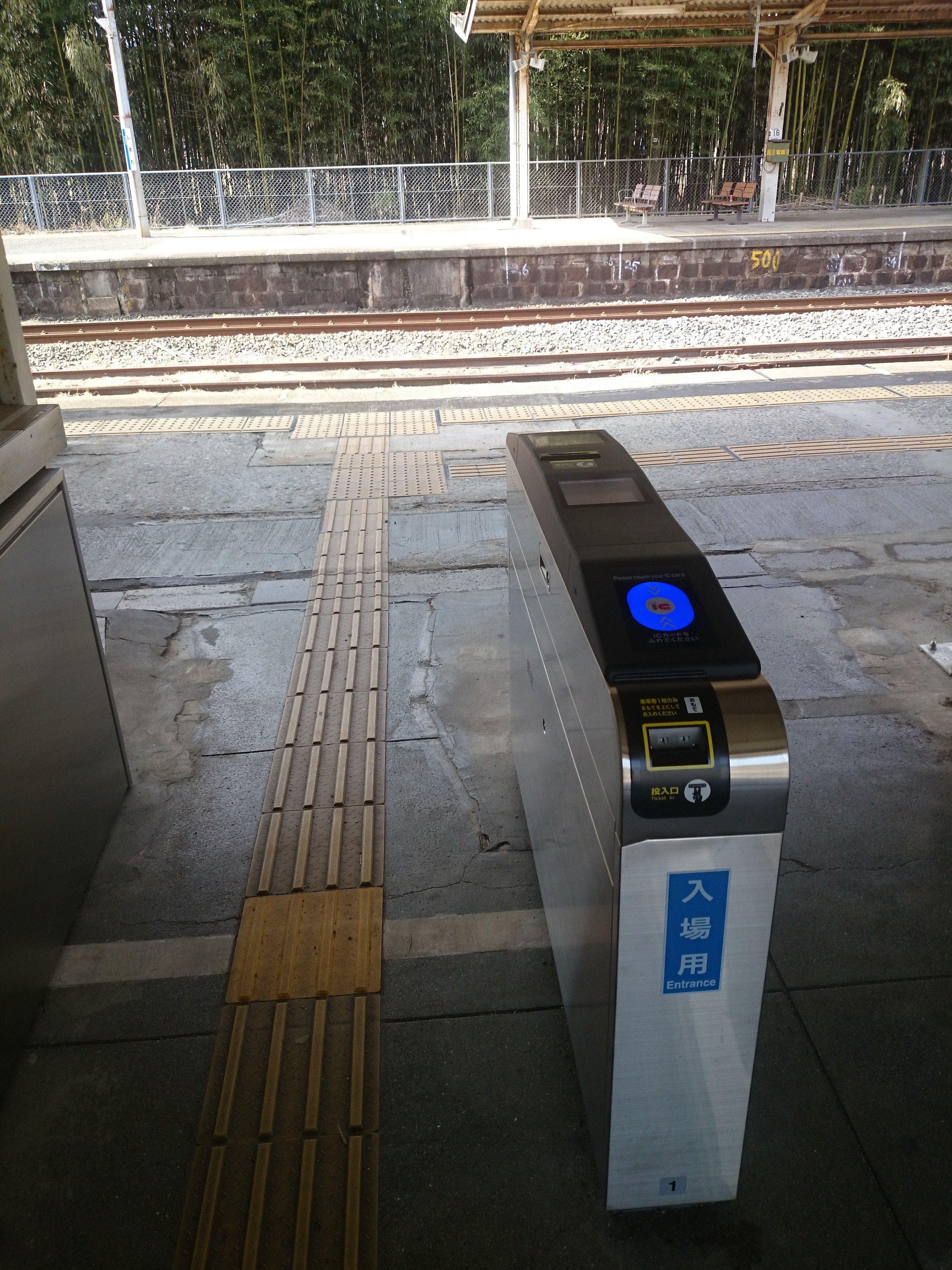
島田駅の簡易型自動改札機

相対式ホーム2面2線の地上駅。無人駅であり、駅舎内に自動券売機が設置されている。駅舎は1番のりば側にあり、反対側の2番のりばへは跨線橋で連絡している。
以前は駅構内にキヨスクが存在していた。

### のりば
| のりば | 路線      | 方向 | 行先           |
| ------ | --------- | ---- | -------------- |
| 1      | ■山陽本線 | 下り | 徳山・防府方面 |
| 2      | ■山陽本線 | 上り | 柳井・岩国方面 |

付記事項
- のりば番号上では中線をカウントに含めていない。なお、列車運転指令上では中線を「2番線」とするため、2番のりばは「3番線」とされる。
- 中線は架線が張られておらず、線路も出口側でしか上下本線につながっていないため、電車の入線はできない。

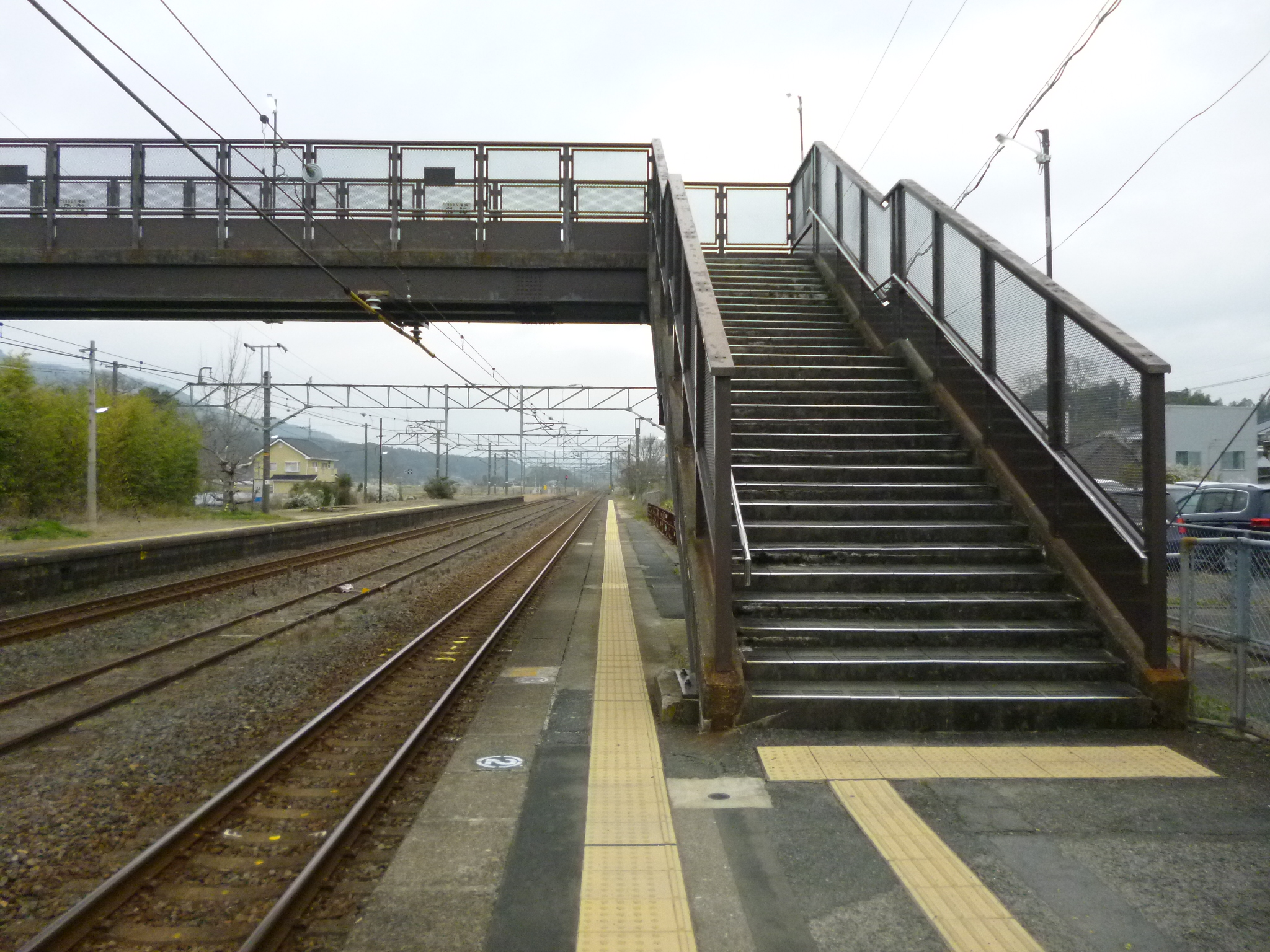
1番のりば 柳井方面の様子（2021年5月）

## 利用状況
1日の平均乗車人員は以下の通りである。
| 乗車人員推移 | 乗車人員推移 |
| 年度         | 1日平均人数  |
| ------------ | ------------ |
| 1999         | 595          |
| 2000         | 563          |
| 2001         | 551          |
| 2002         | 515          |
| 2003         | 511          |
| 2004         | 501          |
| 2005         | 490          |
| 2006         | 507          |
| 2007         | 535          |
| 2008         | 539          |
| 2009         | 518          |
| 2010         | 507          |
| 2011         | 542          |
| 2012         | 536          |
| 2013         | 528          |
| 2014         | 496          |
| 2015         | 512          |
| 2016         | 539          |
| 2017         | 537          |
| 2018         | 510          |
| 2019         | 522          |
| 2020         | 429          |
| 2021         | 405          |
| 2022         | 417          |

## 駅周辺
- 光警察署上島田駐在所
- 光市三島公民館
- 光市周防公民館
- ミコー島田店（スーパーマーケット）
- 光市野外活動センター・周防の森ロッジ
- 光島田郵便局
- 光市立上島田小学校
- 光市立三井小学校
- 光市立周防小学校
- 光市立島田中学校
- 富士高圧フレキシブルホース
- 知的障害者更生施設・ひかり苑
- 介護老人保健施設・しまた川苑
- 光市三島温泉健康交流施設・ゆーぱーく光
- 大田病院

### バス路線
「島田駅」停留所にて、周南近鉄タクシーが運行する乗合タクシー「光市広域生活交通」の路線が発着する。
- 光市役所前 / 兼清
- 光市役所前 / 高水駅
- 光市役所前 / 筏場

## 隣の駅
西日本旅客鉄道（JR西日本）
■山陽本線
岩田駅 - 島田駅 - 光駅